# 四人の魔女

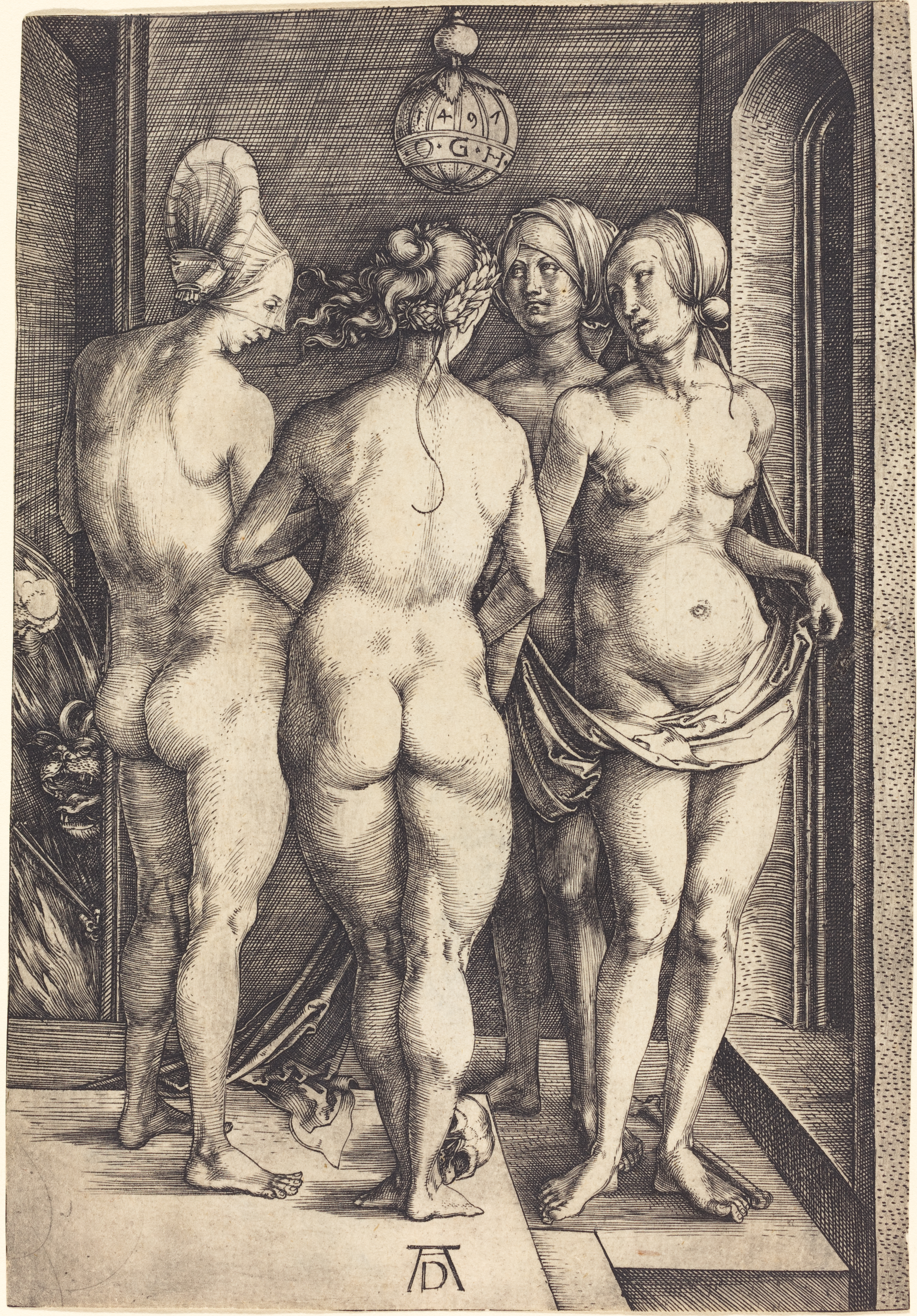
『四人の魔女』 21.6cm x 15.6cm (8.250in x 6.125in)

『四人の魔女』（よにんのまじょ、独: Die Vier Hexen）は、ドイツのルネッサンスの巨匠アルブレヒト・デューラーによる1497年のエングレービング。この作品では、吊り下げられた球の下に円陣が描かれ、開かれた石造の窓がある部屋で、陰謀を話し合うために集まった四人の官能的で妖艶な裸の女性が描かれている。窓は、飛び散った骨が暗示しているように、おそらく死への門である。一方の門には、炎の中にある悪魔の顔が見えており、地獄への入り口を意図して描かれた可能性が高い。右から二番目の女性は、おそらくユーノー、ミネルウァ、ウェヌスの間に林檎を投げ入れ、トロイア戦争の発端となった不和の女神であるディスコルディアを表している。
デューラーの他の多くのエングレービングと同様に、意図された意味や起源は不明である。考えられる解釈としては、四季、四元素、アプロディーテー（ギンバイカの冠を被っていることで表現されている）にカリスまたはモイラを加えたもの、あるいはより単純に、四人の魔女か四人の売春宿の少女を描いたものだというものがある。最も主流の説は、この作品が地獄や死をも招く不和に対する寓意的な警告として描かれたというものである。女性の位置取りは、15世紀に流行した三美神の石造の作品群と一致しており、おそらくデューラーはそれに触発された。女性の上に吊り下げられている球には、「OGH」という文字が書かれており、おそらく「Odium generis humani」（人類の憎悪）または「Oh Gott hüte」（嗚呼、神は禁じられた）を意味している。美術史家のマルセル・ブリトンは、この作品は「仲間や市民の清教徒的な慣習に辟易した若い画家の気まぐれ」であり、単なる四人のヌードの肖像画に過ぎず、特別な意味は持たないかもしれないと示唆している。
構図は何度も模倣され、パロディ化されている。オーストリアの画家アドルフ・フローナー（1934 -2007年）は、女性がブラジャーとガーターベルトを着用したバージョンを制作した。